# Die Frau, die jeder liebt, bist Du!
Die Frau, die jeder liebt, bist Du! ist ein deutscher Stummfilm aus dem Jahr 1929 von Carl Froelich mit Henny Porten und Fritz Kampers in den Hauptrollen.

## Handlung
Minny, eine Frau mittleren Alters, arbeitet als Verkäuferin in einem Musikaliengeschäft. Sie ist mit dem Architekten Rummelhart verlobt, der auf seinen ersten großen Auftrag wartet, um seiner Minny einen Heiratsantrag zu machen. Derweil wird Minnys Gesangsstimme entdeckt, und man gibt ihr die Chance, vor anderen Menschen aufzutreten. Sie hat Erfolg, Abend für Abend kann man sie in Berlins Wintergarten hören und sehen. Minnys Absicht: Sie will auf diese Weise endlich soviel Geld verdienen, um Rummelharts Architekturambitionen verwirklichen zu können. Um ihrem Liebsten nicht in seinem Stolz zu verletzen, hält Minny ihre Zweitkarriere vor ihm geheim, zumal sie den aufkeimenden Starrummel um sie herum überhaupt nicht anstrebt. 
Dieses Doppelleben – tagsüber als Verkäuferin im Geschäft und abends auf der Bühne als Chansonniere – führt eines Tages zu einer fatalen Situation, für die es keinen Ausweg zu geben scheint: Rummelhart will seine Braut ausgerechnet in den Wintergarten ausführen! Mit größter Mühe gelingt es der pfiffigen Minnie sich „zweizuteilen“. Prompt verliebt sich Rummelhart in die, wie er findet, tolle Sängerin auf der Bühne. Auch geschäftlich scheint es für Rummelhart nunmehr aufwärts zu gesehen. Ein angeblicher Graf hat bei ihm den Bau einer Villa in Auftrag gegeben. Dass Minny dahinter steckt, erfährt er erst später. Schließlich klären sich alle Heimlichkeiten und Missverständnisse und die beiden beschließen, nun endlich zu heiraten.

## Produktionsnotizen
Die Frau, die jeder liebt, bist Du!, ein Nebenwerk des Gespanns Porten-Froelich, entstand im Januar 1929 mit Außenaufnahmen im Berliner Walhalla-Theater. Am 16. Februar 1929 passierte der Streifen die Filmzensur und wurde am 3. April desselben Jahres in zwei Berliner Kinos uraufgeführt. Der Sechsakter besaß eine Länge von 2467 Metern und wurde mit Jugendverbot belegt.
Gustav A. Knauer und Willy Schiller gestalteten die Filmbauten. Porten-Gatte Wilhelm von Kaufmann übernahm auch die Produktionsleitung, Hugo Froelich, der jüngere Bruder des Regisseurs, die Aufnahmeleitung.

## Kritiken
Lotte Eisner meinte: „Der Porten-Film gerät … mit seinem harmlosen Bluff-Manöver mehr ins Breite, Behagliche. Dafür sorgt schon das Manuskript von Walter Reisch, das sich keine komische Wirkung, keine Niedlichkeit entgehen läßt und nur an Gefühlskomplexen gerade noch vorübersegelt. Carl Froelichs Regie nimmt das Breite auf, kann sich in der Milieuschilderung mit Einzelmomenten gar nicht genug tun, häuft auf jeden Einfall noch einen kleinen Einfall herauf und bringt sich damit … um seine Gesamtwirkung.“
Leo Hirsch vom Berliner Tageblatt äußerte sich wie folgt: „Der Zweck dieser Übung ist, zu zeigen: So und so ist das Leben zwar eigentlich nicht, aber es könnte doch, vielleicht, wenn man Glück hätte, so und so sein, nämlich froh, heiter, Anfang gut, Ende besser. (…) Über das Manuskript vollends darf man schweigen; so viel ‚urgesunder Frohsinn‘ ist nicht zu beschreiben, und der Traum der kleinen Mädchen soll nicht unterbrochen werden.“
Hans Sahl schrieb: „‚Die Frau, die jeder liebt …‘ ist nach Ansicht der deutschen Verleiher immer noch Henny Porten, obwohl ihre brave, ins Publikum zwinkernde Maskierungslust  auch diesmal ein wenig schwer und füllig hinter der Zeit einherprustet. Richard Tauber hat zu diesem Postkutschenschwank einen sehr mäßigen Schlager komponiert.“